# Црква Светог великомученика Георгија у Радејни
Црква Светог великомученика Георгија у Радејни, насељеном месту на територији  општине Димитровград, православни је храм који припада Епархији нишкој Српске православне цркве.
Црква посвећена Светом великомученику Георгију налази се на километар и по северозападно од села и обновљен је 1997. године. Саграђен је поред оброчног крста и миросаног дрвета. Народ излази на „манастир” на дан светог Георгија када свештеник треба да благослови храну (печено јагње) и одреже за себе десну предњу плећку. Овај обичај је опстао још само на овоме месту, а некада је био у скоро свим селима Забрђа и Висока на дан светог Георгија.